# Paloquemao
Paloquemao es un barrio de Bogotá situado en el sector oriental de la localidad Los Mártires. En la zona se encuentra una de las mayores plazas de mercado de la ciudad, las oficinas del Departamento Administrativo de Seguridad, y alberga importantes oficinas del sector judicial, como lo es el Complejo Judicial de Paloquemao, sede de la mayor parte de juzgados penales municipales y del circuito de Bogotá. 

## Límites
A Paloquemao lo separa por el occidente la avenida NQS del barrio Estación Central de la localidad de Puente Aranda. Al sur, la avenida Centenario lo separa de los barrios Ricaurte y La Sabana. Por el oriente, la carrera Veintidós le sirve como límite con El Listón. Por último, la calle Veintidós o avenida del Ferrocarril de Occidente lo separa de los barrios Samper Medoza, Usatama y Colseguros.

## Transporte
La más importante vía de Paloquemao es la calle Diecinueve o avenida Ciudad de Lima, que atraviesa el sector de oriente a occidente. Es asimismo relevante la avenida NQS, donde se encuentra la estación de Transmilenio de Paloquemao. Sobre la avenida Centenario, el barrio cuenta con la estación Sans Façon-Carrera 22.

## Sitios de interés

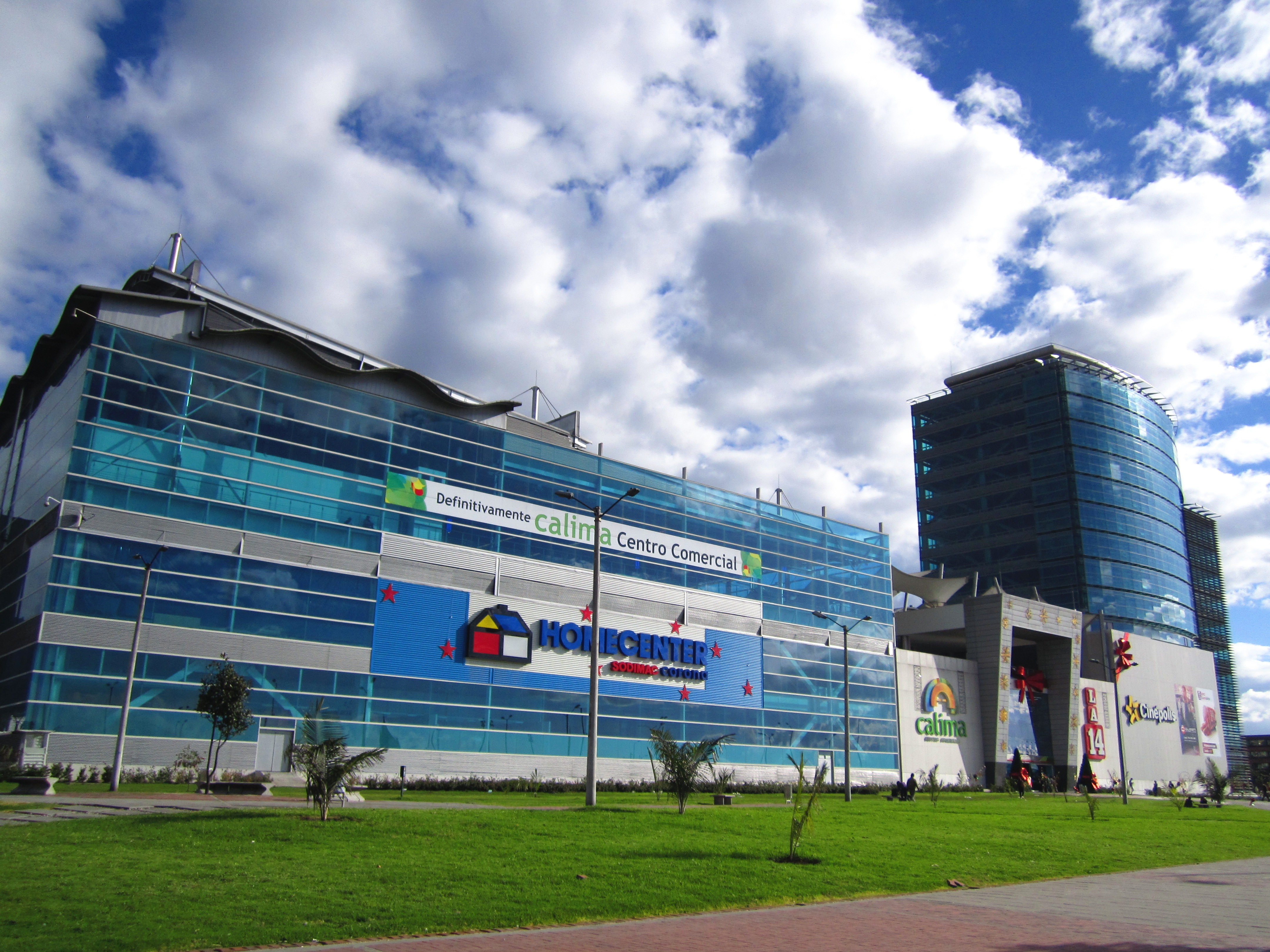
Centro comercial Mallplaza NQS.

El sector es conocido por albergar la plaza de Paloquemao, que junto a Corabastos es una de las principales del país. 
Allí se encuentra también la sede del Departamento Administrativo de Seguridad, que hasta 2011 fue el organismo de inteligencia y seguridad de Colombia. 
El 6 de diciembre de 1989 el barrio sufrió un atentado terrorista cuando un coche bomba explotó en el edificio del DAS
Véase: atentado al edificio del DAS. 
El 9 de diciembre de 2011 fue inaugurado en la avenida NQS con calle 19 el Centro comercial Mallplaza NQS.